# Мигрень
Мигрень (фр. migraine) — форма первичной головной боли, проявляющаяся периодическими приступами продолжительностью 4—72 часа у взрослых, 2—72 часа у детей, типичными признаками которой являются односторонняя локализация, пульсирующий характер, средняя или высокая интенсивность, ухудшение при обычной физической активности и наличие таких сопровождающих симптомов, как тошнота и/или фотофобия и фонофобия.
Примерно у трети пациентов наблюдается аура, как правило, в виде кратковременного нарушения зрения, сигнализирующего о приближающемся приступе головной боли. Иногда аура может возникать перед слабой головной болью или независимо от неё.
Развитие мигрени обусловлено совокупностью факторов окружающей среды и генетики. Приблизительно две трети случаев мигрени имеют семейный характер. Важную роль играют гормональные изменения, поскольку до полового созревания мальчики страдают мигренью немного чаще, чем девочки, в то время как женщины испытывают мигрень в 2—3 раза чаще мужчин. Обычно риск развития приступов снижается во время беременности. Лежащие в основе заболевания механизмы до конца не известны. Наиболее известными считаются сосудистая и нейрогенная теория возникновения мигрени. К 2021 году наука не выработала консенсуса о том, какие биомаркеры характерны исключительно для мигрени.

## Диагностические критерии

### Мигрень без ауры
Клинический синдром, характеризующийся головной болью со специфическими признаками и сопровождающими симптомами: По меньшей мере пять приступов, отвечающих диагностическим критериям по продолжительности, локализации, интенсивности боли.

### Мигрень с аурой
Характеризуется преходящими очаговыми неврологическими симптомами, которые обычно предшествуют или сопровождают головную боль. Иногда отмечается продромальная фаза (возникающая за несколько часов или дней до головной боли), постдромальная фаза (после окончания головной боли): симптомы включают гиперактивность или снижение активности, депрессию, тягу к определенной пище, повторяющуюся зевоту, усталость, напряжение и/или боль в шее
Мигрень с аурой, или классическая мигрень, обычно характеризуется мигренозной головной болью, сопровождающейся аурой. Реже аура может проявляться без наступления головной боли или при немигренозной головной боли. Две следующие разновидности — семейная гемиплегическая мигрень и спорадическая гемиплегическая мигрень, при которых больной испытывает приступы мигрени с аурой, сопровождающиеся моторной слабостью. Если гемиплегическая мигрень также наблюдается у близкого родственника пациента, она называется «семейной», в противном случае — «спорадической гемиплегической мигренью».
Ещё одной разновидностью мигрени является базилярная, при которой головная боль и аура сопровождаются затруднением речи, головокружением, звоном в ушах или рядом других симптомов, связанных со стволом головного мозга (моторная слабость при этом отсутствует). Первоначально считалось, что данный вид мигрени обусловлен спазмами базилярной артерии, питающей ствол головного мозга. В настоящее время данный механизм не считается основным, предпочтительным является симптоматическому термину «мигрень со стволовой аурой».

### Периодические синдромы детского возраста
Периодические синдромы детского возраста, часто являющиеся предшественниками мигрени, включают циклическую рвоту (периодическая интенсивная рвота), абдоминальную мигрень (боль в животе, обычно сопровождающаяся тошнотой) и доброкачественное пароксизмальное головокружение детского возраста (периодические приступы головокружения)

### Ретинальная мигрень
Ретинальная мигрень характеризуется мигренозной головной болью, сопровождающейся нарушением зрения или даже временной слепотой на один глаз.

### Осложнения мигрени
Мигренозная головная боль и (или) аура, имеющие необычно высокую продолжительность или периодичность, или связанные с судорогами или поражением головного мозга

### Хроническая мигрень
Головная боль, которая наступает как осложнение мигрени, соответствует диагностическим критериям для мигренозной головной боли, однако характеризуется более частыми приступами. При хронической мигрени у пациента наблюдается не менее 15 дней с головной болью в месяц на протяжении трех месяцев.

### Абдоминальная мигрень
Диагноз абдоминальной мигрени является спорным. По некоторым данным, периодические приступы боли в животе, не сопровождающиеся головной болью, могут являться разновидностью мигрени. или как минимум ее предшественником. Такие приступы боли необязательно следуют за продромальной фазой (как при мигрени) и, как правило, длятся от нескольких минут до нескольких часов. Они часто возникают у больных с типичной мигренью в личном или семейном анамнезе. Предшественниками также считаются такие синдромы как синдром циклической рвоты и доброкачественное пароксизмальное головокружение детского возраста.

## Дифференциальный диагноз
К заболеваниям, вызывающим схожие с мигренозной головной болью симптомы, относятся гигантоклеточный артериит, кластерная головная боль, острая глаукома, менингит и субарахноидальное кровоизлияние. Как правило, темпоральный артериит развивается у пациентов старше 50 лет и проявляется болезненностью надвисочной области, кластерная головная боль проявляется односторонней заложенностью носа, слезотечением и сильной болью вокруг глазных орбит, острая глаукома сопровождается проблемами со зрением, менингит — лихорадкой, субарахноидальное кровоизлияние — очень быстрой манифестацией. Головная боль напряжения, как правило, является двусторонней, не носит вибрирующий характер и ограничивает трудоспособность в меньшей степени.
Больным со стойкой головной болью, соответствующим критериям для диагностики мигрени, не следует проводить нейровизуализацию для выявления других внутричерепных заболеваний. Для этого требуется отсутствие других вызывающих опасения проявлений, например, папиллоэдемы (отек диска зрительного нерва). Пациенты с мигренью не подвержены повышенному риску развития сильной головной боли по другим причинам.

### Вторичная головная боль
1. Диагноз вторичной головной боли устанавливается в случае, если новая головная боль с мигренозными чертами возникает впервые и в тесной временной или иной причинно-следственной связи с другим заболеванием, способным вызывать головную боль.
2. Когда уже существующая мигрень становится хронической в тесной временной связи с другим заболеванием, следует поставить диагноз первоначальной мигрени и вторичной головной боли (например, головной боли при избыточном применении лекарственных препаратов, поскольку из-за наличия лекарственного злоупотребления крайне важно установить оба диагноза).
3. Когда уже существующая мигрень значительно ухудшается (обычно это означает увеличение частоты и/или тяжести приступов в два раза или более) в тесной временной связи с другим заболеванием, следует поставить диагноз первоначальной
мигрени и вторичной головной боли, при условии веских доказательств того, что это заболевание может вызывать головную боль.

## Эпидемиология
Мигренью страдает приблизительно 20 % мирового населения. В исследовании «Глобальное бремя болезней» в 2010 г. мигрень признана третьим заболеванием в мире по распространенности, в 2015 г. она заняла третье место среди причин нетрудоспособности в мире у мужчин и женщин в возрасте до 50 лет. По состоянию на 2016 год мигрень входит в 6 заболеваний, способствующих повышению частоты ИБС у женщин.  Заболевание чаще всего начинается в период полового созревания и тяжелее всего протекает в возрасте 35—45 лет. В некоторых случаях частота приступов снижается у женщин после менопаузы.
Распространенность заболевания среди пациентов женского пола выше, чем среди пациентов мужского пола (19 % и 11 % соответственно). Распространенность мигрени в России — около 20 %. В США в год мигренью страдают около 6 % мужчин и 18 % женщин, в то время как риск развития мигрени в течение всей жизни составляет около 18 % и 43 % соответственно. В Европе мигрень проявляется хотя бы раз в жизни у 12—28 % населения, из которых около 6—15 % мужчин и 14—35 % женщин испытывают не менее одного приступа мигрени в год. Распространенность мигрени в Азии и Африке несколько ниже, чем в западных странах Хроническая мигрень развивается приблизительно у 1,4—2,2 % населения.
Данные показатели существенно варьируются в зависимости от возраста: чаще всего мигрень начинается в возрасте от 15 до 24 лет, наиболее высокая частота приступов наблюдается y больных в возрасте 35—45 лет. Среди детей мигрень проявляется приблизительно у 1,7 % детей в возрасте 7 лет и 3,9 % детей в возрасте от 7 до 15 лет, причем распространенность заболевания несколько выше у мальчиков до полового созревания. В подростковом периоде мигрень более распространена среди девочек, данное соотношение сохраняется и в более взрослом возрасте, причем среди пациентов пожилого возраста женщины страдают мигренью вдвое чаще, чем мужчины. У женщин мигрень без ауры наблюдается чаще, чем с аурой, в то время как у мужчин оба вида встречаются с одинаковой частотой.
Во время перименопаузы симптомы часто усиливаются, после чего их выраженность может снижаться. Симптомы разрешаются приблизительно у двух третей пациентов пожилого возраста, сохраняясь у 3—10 %.

## Признаки и симптомы
Как правило, мигрень проявляется самопроизвольно разрешающимися эпизодическими приступами головной боли высокой интенсивности, которые сопровождаются вегетативными симптомами. У примерно 15—30 % пациентов помимо частых приступов простой мигрени также наблюдается мигрень с аурой. Интенсивность и продолжительность головной боли и частота приступов сильно различаются. Приступы продолжительностью более 72 часов называются мигренозным статусом. Мигрень имеет четыре фазы, некоторые из которых могут не проявляться:
- продромальная фаза, наступающая за несколько часов или дней до головной боли;
- фаза ауры, наступающая непосредственно перед головной болью;
- болевая фаза, также известная как фаза головной боли;
- постдромальная фаза — явления, следующие после завершения приступа мигрени.

Мигрень может быть связана с клинической депрессией, биполярным, тревожным и обсессивно-компульсивным расстройствами. Данные психические нарушения встречаются в 2—5 раз чаще у пациентов, страдающих мигренью без ауры, и в 3—10 раз чаще у пациентов с мигренью с аурой.

### Продромальная фаза
Продромальная фаза (симптомы, предвещающие начало приступа) отмечается приблизительно в 60 % случаях и продолжается от двух часов до двух суток до начала боли или появления ауры. К симптомам продормальной фазы относится широкий спектр явлений: изменение настроения, раздражительность, депрессия или эйфория, утомляемость, тяга к определенным продуктам питания, спазмы мышц (особенно шеи), запор или диарея, чувствительность к запахам или звукам. Данная фаза наблюдается при мигрени с аурой и без.

### Фаза ауры
Аура — транзиторное фокальное неврологическое явление, возникающее до или во время головной боли. Аура развивается постепенно в течение нескольких минут и обычно длится менее часа. Симптомы могут быть зрительными, сенсорными или моторными, у многих пациентов одновременно наблюдается несколько симптомов. Чаще всего развиваются зрительные эффекты, они возникают примерно в 99 % случаев и более чем в 50 % случаев не сопровождаются сенсорными и моторными явлениями.
Нарушения зрения часто проявляются в виде мерцательной скотомы (частичное изменение поля зрения из-за мерцающего объекта, нарушающее способность читать или управлять автотранспортом). Как правило, они возникают в центральной области поля зрения и затем распространяются в стороны зигзагообразными линиями. Обычно линии черно-белые, однако некоторые пациенты также видят и цветные линии. В одних случаях наблюдается частичное выпадение поля зрения (гемианопсия), в других — затуманивание.
Вторыми по распространенности являются сенсорные симптомы, которые проявляются у 30—40 % пациентов, страдающих мигренью с аурой. Часто в одной руке появляется ощущение покалывания, которое распространяется в носогубную область с той же стороны. После покалывания обычно наступает онемение с потерей суставно-мышечного чувства. К другим симптомам фазы ауры относятся нарушения речи, головокружение, реже всего нарушения моторики. Наличие моторных симптомов указывает на гемиплегическую мигрень. В этом случае слабость часто длится дольше одного часа, в отличие от других видов симптомов, отмечается появление слуховых галлюцинаций или бредовых иллюзий.

### Болевая фаза
Головная боль обычно является односторонней, имеет пульсирующий характер и среднюю или высокую интенсивность. Как правило, она наступает постепенно и усиливается при физической активности. Однако более чем в 40 % случаев боль является двусторонней и часто сопровождается болью в шее. Двусторонняя боль особенно распространена среди пациентов, страдающих мигренью без ауры. Реже всего боль локализуется в затылочной или верхней части головы. У взрослых боль обычно длится от 4 до 72 часов, её продолжительность у детей часто составляет менее часа. Периодичность приступов варьирует от одного раза в несколько лет до нескольких раз в неделю и в среднем составляет один приступ в месяц.
Боль часто сопровождается тошнотой, рвотой, чувствительностью к свету, звукам и запахам, утомляемостью и раздражительностью. По этой причине больным требуется отдых в темной тихой комнате. Распространёнными симптомами базилярной мигрени, которая характеризуется неврологическими симптомами, связанными со стволом головного мозга или проявляющимися с обеих сторон тела, являются головокружение, предобморочное состояние и спутанность сознания. Тошнота наблюдается у 90 % пациентов, рвота — у одной трети. К другим симптомам относятся затуманивание зрения, заложенность носа, диарея, частое мочеиспускание, бледность, потливость. Также может наблюдаться отёк или болезненность кожи головы и скованность в шее. Сопутствующие симптомы менее распространены среди пожилых пациентов.
В редких случаях головная боль после ауры не наступает. Данное явление известно как ацефалгическая, или тихая, мигрень. Оценка её периодичности вызывает затруднение, поскольку симптомы не проявляются в степени, требующей обращения за медицинской помощью, и больные могут не придать им значения.

### Постдромальная фаза
Постдромальная фаза мигрени — совокупность симптомов, проявляющихся после разрешения острой головной боли. Пациенты отмечают болезненность в области мигренозного приступа, в некоторых случаях в течение нескольких дней после головной боли отмечается нарушение мышления. Больной может испытывать усталость или состояние «похмелья», головную боль, когнитивные расстройства, желудочно-кишечные симптомы, перепады настроения и слабость. Согласно одному из обзоров заболевания, некоторые пациенты после мигренозной атаки могут чувствовать прилив сил или эйфорию, другие отмечают наступление депрессии и недомогания. У некоторых больных ощущения могут изменяться от приступа к приступу.

## Патофизиология
Сегодня очевидно, что мигрень без ауры является нейробиологическим расстройством. Раньше мигрень рассматривалась как преимущественно сосудистое расстройство, механизм которого, по некоторым данным, запускается в головном мозге, поражая затем кровеносные сосуды, но в последнее время появляется больше свидетельств значимости сенситизации болевых путей и возможности генерации приступов в центральной нервной системе. Некоторые исследователи считают их одинаково важными. Согласно одной из гипотез, мигрень обусловлена повышенной возбудимостью коры головного мозга и нарушением контроля над болевыми нейронами  в периферических отделах и каудальном ядре тройничного нерва в стволе головного мозга. Известно участие центрального мезенцефалического серого вещества и таламуса.

### Кровоток
Во время приступов мигрени без ауры не отмечается изменений регионального церебрального кровотока, характерных для распространяющейся корковой депрессии (РКД), хотя могут возникать изменения кровотока в стволе мозга, как и вторичные корковые изменения вследствие болевой активации. Напротив, для мигрени с аурой патогномонична распространяющаяся олигемия.

### Распространяющаяся корковая депрессия (РКД)
У пациентов, страдающих мигренью с аурой, наблюдается кортикальная распространяющаяся депрессия — всплеск активности нейронов, за которым следует период ее снижения. Данный процесс объясняется различными факторами, в том числе активацией NMDA-рецепторов, которая приводит к поступлению кальция в клетку. В течение 2—6 часов после такого всплеска активности наблюдается уменьшение кровотока в пораженной области коры головного мозга. При распространении деполяризации по нижней части головного мозга возбуждаются нервы, отвечающие за боль в голове и шее.
Хотя в большинстве публикаций изложена точка зрения о том, что РКД не возникает при мигрени без ауры, некоторые недавние исследования имеют другие выводы. Кроме того, было высказано предположение, что глиальные волны или другие корковые явления могут быть связаны с мигренью без ауры.

### Молекулы-мессенджеры
В патогенезе мигрени участвуют молекулы-мессенджеры: оксид азота (NO), серотонин (5-гидрокситриптамин; 5-HT), кальцитонин ген-родственный пептид (CGRP) является основным медиатором, участвующим в болевой трансмиссии в патогенезе мигрени. Антагонисты рецептора CGRP, такие как олцегепант и телкагепант, были исследованы как in vitro, так и в клинических исследованиях для лечения мигрени. В 2011 году компания Merck прекратила клинические испытания III фазы для своего исследуемого лекарственного средства телкагепант. Исследования на 2016 год направлены на изучение моноклональных антител к CGRP, четыре из которых находятся на стадии разработки II, три нацелены на сам CGRP и одно на рецептор.

### Боль
В настоящее время изучены механизмы формирования боли в приступе мигрени. По одним данным, основную роль играют структуры центральной нервной системы (ствол головного мозга и промежуточный мозг), по другим — периферическая активация через чувствительные нервы, расположенные вокруг кровеносных сосудов головы и шеи. К таким сосудам могут относиться дуральные, пиальные и экстракраниальные артерии. Существенную роль играет вазодилатация экстракраниальных артерий.

### Высокоселективные лекарства
Препараты для купирования острой мигренозной боли, обладающие высокой специфичностью по отношению к определенным рецепторам, включая агонисты 5-HT1B/D рецепторов (триптаны), агонисты 5-HT1F рецепторов и антагонисты CGRP рецепторов, продемонстрировали эффективность при купировании приступов мигрени. Высокая степень селективности этих классов препаратов дает новое понимание механизмов мигрени.

## Факторы риска
Повышение рисков заболевания связывают с совокупностью факторов окружающей среды и генетических факторов. Оно проявляется у нескольких членов семьи приблизительно в двух третях случаев и редко возникает вследствие моногенного дефекта. Существовало ошибочное мнение, что мигрень больше распространена среди людей с высоким уровнем умственного развития. Она может быть связана с рядом психологических факторов (депрессией, тревогой и биполярным расстройством), со многими биологическими процессами или провоцирующими факторами. Предполагается роль хронобиологических ритмов в формировании периодичности приступов мигрени.

### Генетика
Исследования среди близнецов показывают, что генетика влияет на вероятность развития мигренозных головных болей в 34—51 % случаев. Генетическая взаимосвязь сильнее выражена в случае мигрени с аурой, чем в случае мигрени без ауры. Ряд конкретных вариантов генов увеличивает риск в низкой или средней степени.
Моногенные заболевания, вызывающие развитие мигрени, встречаются редко. Один из таких случаев известен как семейная гемиплегическая мигрень — вид мигрени с аурой, который наследуется по аутосомно-доминантному типу. Доказано, что за развитие семейной гемиплегической мигрени отвечают четыре гена. Три из них связаны с переносом ионов. Четвертый ген представляет собой аксональный белок, связанный с комплексом экзоцитоза. Еще одним генетическим заболеванием, связанным с мигренью, является синдром CADASIL (церебральная аутосомно-доминантная артериопатия с субкортикальными инфарктами и лейкоэнцефалопатией). По результатам одного метаанализа установлено протективное действие полиморфизма гена ангиотензинпревращающего фермента. С развитием мигрени также связывают ген TRPM8, кодирующий катионный канал.

### Триггерные факторы
Приступ мигрени может быть индуцирован провоцирующими факторами, которые, по разным сообщениям, могут оказывать влияние в меньшинстве или большинстве случаев. Некоторые пациенты с мигренью отмечают наличие провоцирующих факторов, к ним относятся: утомление, употребление определенных продуктов питания и погода, но сила и значимость данных причин неизвестна. Симптомы могут проявиться через 24 часа после воздействия таких факторов.

### Физиологические факторы
Наиболее распространенными провоцирующими факторами являются стресс, чувство голода и утомляемость (они в равной степени могут вызвать и головную боль напряжения). 50—80 % больных указывают в качестве фактора психологический стресс. Развитие мигрени также связывают с посттравматическим стрессом и вредными привычками. Приступ мигрени с большей вероятностью развивается во время менструации. Важную роль играют такие гормональные факторы как менархе, прием оральных контрацептивов, беременность, перименопауза и менопауза. Они участвуют в развитии мигрени без ауры. Как правило, мигренью не страдают женщины во время второго и третьего триместров беременности или после менопаузы.

### Пищевые факторы
От 12 до 60 % больных указывают в качестве провоцирующего фактора употребление определенных продуктов питания. Данные о таких провоцирующих факторах полагаются на сообщения самих пациентов и не являются достаточно точными, чтобы доказать наличие или отсутствие влияния определенного провоцирующего фактора. Отсутствует однозначное объяснение механизмов того, как именно употребление определенных продуктов питания может провоцировать приступ мигрени.
Данные о воздействии тирамина на развитие мигрени отсутствуют. Систематические данные также не подтверждают влияние глутамата натрия на развитие заболевания.

### Факторы окружающей среды
В результате обзора возможных провоцирующих факторов в помещении и вне его было установлено отсутствие достаточной доказательной базы в поддержку развития приступов мигрени из-за факторов окружающей среды. Тем не менее, было высказано предположение о том, что пациенты с мигренью принимают некоторые профилактические меры по регулированию качества воздуха и освещения в помещении.

## Лечение
Лечение включает в себя три основных аспекта: избегание провоцирующих факторов, купирование острой симптоматики и профилактическую терапию препаратами. Лекарственные препараты более эффективны на ранней стадии приступа. Частый приём препаратов может привести к развитию абузусной головной боли, которая характеризуется повышением степени тяжести и частоты приступов. Она может развиться в случае приёма триптанов, эрготаминов и анальгетиков, особенно опиоидных. В связи с этим обычные анальгетики рекомендуется принимать менее трёх дней в неделю.

### Анальгетики
Рекомендуемое начальное лечение для пациентов с легкими или умеренными симптомами — простые анальгетики, такие как нестероидные противовоспалительные препараты или сочетание парацетамола, аспирина и кофеина. Несколько НПВП, включая диклофенак и ибупрофен, имеют доказательства в поддержку их использования. Аспирин может облегчить умеренную или сильную боль при мигрени с эффективностью, аналогичной суматриптану. Кеторолак доступен во внутривенном составе.
Парацетамол, один или в сочетании с метоклопрамидом, является ещё одним эффективным средством с низким риском побочных эффектов. Внутривенный метоклопрамид также эффективен сам по себе. При беременности парацетамол и метоклопрамид считаются безопасными, как и НПВП до третьего триместра.

### Триптаны
Триптаны (например, суматриптан) эффективны при мигрени у 75 % пациентов. Приём суматриптана может быть назначен с одновременным приёмом напроксена. Данные препараты входят в состав рекомендуемой начальной терапии больных с умеренной либо сильной болью или пациентов с более лёгкими симптомами, которые не отвечают на лечение простыми анальгетиками. Отдельные пациенты могут лучше отвечать на терапию определёнными триптанами. Большинство побочных эффектов являются лёгкими, например покраснения кожи, однако имеются редкие случаи развития ишемии миокарда. По этой причине триптаны не рекомендуются пациентам с сердечно-сосудистыми заболеваниями, которые пережили инсульт или страдают мигренью, сопровождающейся неврологическими проблемами. Триптаны следует с осторожностью назначать больным с факторами риска развития сосудистых заболеваний. Раньше они не рекомендовались больным базилярной мигренью, однако конкретные данные, подтверждающие вред их применения в данной популяции, отсутствуют. Являясь ненаркотическими препаратами, триптаны могут вызывать абузусную головную боль в случае их применения в течение более 10 дней в месяц.

### Эрготамины
Эрготамины — эрготамин и дигидроэрготамин — используются наравне с триптанами, до сих пор назначаются при мигрени. Эрготамины могут вызывать вазоспазм, в том числе коронароспазм, и противопоказаны пациентам с заболеванием коронарной артерии.

### Дитаны
Дитаны на 2019 год являются совершенно новой группой противомигренозных лекарственных средств, призванных обходить ограничения триптанов, связанные с их противопоказанием определённым группам пациентов.
Первым представителем дитанов стал ласмидитан (торговая марка Рейвау, англ. Reyvow), разработанный компанией «Илай Лилли» (англ. Eli Lilly) и одобренный FDA в октябре 2019 года в США. Пероральный ласмидитан (lasmiditan, COL-144, LY573144) представляет собой низкомолекулярный агонист серотонинового рецептора, избирательно и с высокой аффинностью связывающийся с его подтипом 5-HT1F. Молекула, стимулируя рецепторы 5-HT1F, экспрессируемые на тройничном ганглии и вторичных тройничных нейронах в стволе головного мозга, ингибирует центральную и периферическую нейрональную активность с подавлением высвобождения пептида, кодируемого геном кальцитонина (CGRP). Ласмидитан не проявляет активности в отношении подтипов 5-HT1B и 5-HT1D (селективность к ним в 470 раз ниже, чем к 5-HT1F), и потому риск патологической вазоконстрикции отсутствует, тем более на эндотелиальных или гладкомышечных клетках сосудов головного мозга нет рецепторных белков 5-HT1F.

### Антагонистыи регуляторы пептидов, связанных с геном кальцитонина (CGRP)
Кальцитонин-ген-связанный пептид (англ. CGRP) — нейротрансмиттер, который участвует, в том числе, в передаче болевых ощущений. Исследования показывали, что у многих больных мигренью его уровень повышен, и по второй половине 2010-х проводились исследования препаратов, снижающих уровень CGRP.
- Непептидные малые молекулы: уброгепант, римегепант, атогепант, завегепант (одобрен FDA с марта 2023 г.).
- Моноклональные антитела, нацеленные на рецептор к пептиду CGRP:  эренумаб[англ.] (одобрен FDA с 2019 г.)[105][106].
- Моноклональные антитела, нацеленные на молекулу пептида CGRP: эптинезумаб[англ.] (одобрен FDA с 2020), фреманезумаб[англ.] (одобрен FDA с 2018 г.), галканезумаб[англ.] (одобрен FDA с 2018 г.)[107].
- Другие блокаторы рецептора к пептиду CGRP: ботулинический токсин типа А[108].

### Нормобарическая и гипербарическая кислородная терапия
Не было доказательств, что кислородная терапия (либо нормобарическая, либо гипербарическая) может облегчить приступы мигрени. Многие виды мигрени можно лечить просто с помощью соответствующих лекарств, поэтому необходимы дальнейшие исследования, чтобы помочь выделить наиболее подходящих пациентов (если таковые имеются) для лечения с помощью гипербарической кислородной терапии.

### Дети
У детей, страдающих мигренью, для снижения интенсивности боли используется ибупрофен. Парацетамол, по-видимому, не эффективен для облегчения боли. Триптаны эффективны, хотя существует риск возникновения незначительных побочных эффектов, таких как нарушение вкуса, носовые симптомы, головокружение, усталость, низкий уровень энергии, тошнота или рвота.

### Хроническая мигрень
Для лечения хронической мигрени применяют топирамат и ботулотоксин тип А.
Было обнаружено, что ботулинический токсин полезен при хронической мигрени, но не при эпизодической.
Не было доказано, что ботулотоксин превосходит плацебо в снижении числа приступов мигрени в месяц. Ботулотоксин может снижать тяжесть мигрени, однако необходимы более крупные исследования для уверенности в этом. В США зарегистрированы препараты моноклональных антител к CGRP, которые применяются как при эпизодической, так и хронической мигрени.

### Другие
Возможными способами лечения являются метоклопрамид внутривенно или лидокаин интраназально. Метоклопрамид входит в состав рекомендуемой терапии больных, поступивших в отделение неотложной помощи.
Длительное (многократное) внутривенное вливание лидокаина при лечении рефрактерной хронической мигрени в стационаре даёт эффект снижения частоты приступов мигрени и интенсивности мигренозной боли. Такое лечение десятилетиями применяется в университетской больнице Университета Томаса Джефферсона в Филадельфии (США), но из-за серьёзных побочных эффектов лидокаина оно показано только некоторым пациентам.

### Неэффективные и нерекомендуемые методы
Отсутствуют подтверждения эффекта спинальной манипуляционной терапии в ходе приступа мигренозной головной боли.
Опиоиды и барбитураты не рекомендуются из-за их сомнительной эффективности, риска развития привыкания и рикошетной головной боли.
Ни габапентин, ни габапентин энакарбил в снижении частоты мигренозных головных болей не дают эффекта более, чем плацебо. При этом габапентин часто вызывает побочные эффекты, особенно головокружение и сонливость.
Селективные ингибиторы обратного захвата серотонина (СИОЗС) или селективные ингибиторы обратного захвата серотонина и норадреналина (СИОЗСиН) равноценны плацебо по уменьшению числа приступов мигрени. В исследованиях также не были выявлены различия в незначительных побочных эффектах между участниками, леченными СИОЗС или СИОЗСиН, по сравнению с теми, кого лечили плацебо. Похоже, СИОЗС и СИОЗСиН не имеют преимуществ по сравнению с другим активным лечением, в частности с трициклическим антидепрессантом амитриптилином.
Профилактическое лечение мигрени включает прием препаратов, изменение образа жизни и хирургическое вмешательство. Профилактика рекомендуется пациентам, которые страдают головной болью более двух дней в неделю, не переносят препараты, используемые для лечения острых приступов, или испытывают сильные, тяжело контролируемые приступы.
Целью является снижение частоты, интенсивности или продолжительности приступов мигрени и повышение эффективности терапии для прекращения приступов. Профилактическое лечение также проводится для предотвращения абузусной головной боли. Эта проблема распространена и может стать причиной хронической ежедневной головной боли.

### Профилактическая лекарственная терапия
Лекарственную терапию для профилактики мигрени должен назначать врач. Профилактическая лекарственная терапия мигрени считается эффективной, если позволяет снизить частоту или степень тяжести мигренозных атак как минимум на 50 %. Для этих целей могут использоваться топирамат, вальпроат натрия, пропранолол и метопролол, также может назначаться тимолол, фроватриптан (для профилактики менструальной мигрени). Есть данные, что использование добавок магния может улучшить состояние больного.
Применяются также амитриптилин и венлафаксин. Ингибирование ангиотензина при помощи ингибитора ангиотензинпревращающего фермента или антагониста рецепторов ангиотензина II может снизить количество приступов.
Лечение антагонистом кальцитонин-ген-связанного пептида, включая эптинезумаб, эренумаб, фреманезумаб и галканезумаб, по-видимому, снижают частоту мигреней на одну-две в месяц.

### Альтернативные методы лечения
Акупунктура может быть использована для снижения количества приступов мигрени. При этом эффект «настоящей» акупунктуры незначителен по сравнению с имитацией акупунктуры, при которой иглы устанавливаются произвольным образом или не проникают под кожу. Долгосрочный эффект большинства способов такого лечения мигрени неизвестен. К альтернативным методам лечения мигрени также относят: физиотерапию, массаж и релаксацию, когнитивную поведенческую терапию, биологическую обратную связь, применение белокопытника. Кокрейновское исследование за апрель 2015 показало, что пиретрум (Пижма девичья) снижал частоту приступов мигрени на 0,6 раз в месяц, по сравнению с плацебо.

### Использование медицинских изделий и хирургическое лечение
Применение при профилактике мигрени медицинских изделий, например устройства биологической обратной связи и нейростимуляторов, имеет некоторые преимущества — главным образом при наличии противопоказаний к использованию лекарственных препаратов против мигрени или при злоупотреблении лекарственными препаратами. Поскольку устройство биологической обратной связи позволяет больным знать и контролировать некоторые физиологические параметры и расслабляться, оно может быть эффективно для лечения мигрени. Неинвазивные или имплантируемые нейростимуляторы, аналогичные кардиостимуляторам, используются для лечения трудноизлечимой хронической мигрени и дают обнадёживающие результаты в тяжелых случаях. Пациентам, чьё состояние не улучшается при медикаментозной терапии, может помочь хирургическое лечение мигрени, которое заключается в декомпрессии некоторых нервов в области головы и шеи.
Транскраниальная магнитная стимуляция используется так же, как и чрескожная стимуляция надглазничного нерва. Существуют предварительные данные о том, что кетогенная диета может помочь предотвратить эпизодическую и длительную мигрень.

## Прогноз
Пациенты с мигренью имеют различный долгосрочный прогноз. Большинство больных периодически теряют трудоспособность в связи с приступами мигрени, однако, как правило, заболевание протекает в достаточно слабой форме и не характеризуется повышенным риском смерти. Существует четыре основных клинических картины заболевания: симптомы полностью разрешаются, симптомы продолжаются, но со временем постепенно снижается их выраженность, симптомы продолжаются с той же частотой и степенью тяжести, приступы усиливаются и учащаются.
Мигрень с аурой является фактором риска развития ишемического инсульта, удваивая его. Молодой возраст, женский пол, использование гормональных методов контрацепции и курение ещё больше увеличивают данный риск. Существует взаимосвязь мигрени с аурой и диссекции шейной артерии. Мигрень без ауры не входит в факторы риска развития ишемического инсульта. Единственное исследование, подтверждающее её взаимосвязь с заболеваниями сердца, не позволяет сделать окончательный вывод о наличии такой связи. Тем не менее мигрень в целом не увеличивает риск смертности от инсульта или заболевания сердца. Профилактическая терапия мигрени с аурой может предотвратить развитие связанного с ней инсульта. У пациентов с мигренью, особенно женщин, риск развития поражений белого вещества головного мозга неясного генеза превышает средние показатели.

## Историческая справка
Первое описание симптомов, соответствующих мигрени, содержится в папирусе Эберса, написанном в Древнем Египте примерно в 1500 году до н. э. В трудах медицинской школы Гиппократа 200 г. до н. э. описывалась зрительная аура, которая может предшествовать головной боли, и частичное облегчение, наступающее после рвоты.
Во II веке Аретей из Каппадокии разделил головные боли на три вида: цефалалгия, цефалея и гетерокрания. Термин «гемикрания» (половина головы), от которого произошло слово «мигрень», был введен Галеном из Пергама. Он также предположил, что возникновение боли связано с оболочками головного мозга и кровеносными сосудами головы. В 1887 году французский библиотекарь Луи Гиацинт Тома впервые выделил два вида мигрени, которые используются до сих пор: мигрень с аурой (migraine ophthalmique) и мигрень без ауры (migraine vulgaire).
Еще в 7000 г. до н. э. практиковалась трепанация — намеренное сверление отверстий в черепе. Многие больные умирали после такой процедуры из-за инфекции. Считалось, что таким образом «выпускаются злые духи». В XVII веке Уильям Гарвей рекомендовал трепанацию как способ лечения мигрени.
Несмотря на испытание многочисленных способов лечения мигрени, вещество, оказавшееся действительно эффективным, начали применять лишь в 1868 году. Это был гриб спорынья, из которого в 1918 году был выделен эрготамин. Метисергид был разработан в 1959 году, первый триптан — суматриптан — в 1988 году.

## Общество и культура
На мигрень приходится существенная доля затрат на медицинское обслуживание и случаев потери трудоспособности. По некоторым оценкам, она является наиболее затратным неврологическим заболеванием в Европейском сообществе и обходится в более чем 27 млрд евро в год. В США прямые затраты оцениваются в 17 млрд долл., косвенные затраты, например, связанные с потерей или уменьшением трудоспособности — в 15 млрд долл. Приблизительно десятая часть прямых затрат приходится на триптаны. Эффективность пациентов, способных работать во время мигренозного приступа, снижается примерно на треть. Отрицательные последствия часто затрагивают семью больного.